# Holectypoida
De Holectypoida zijn een orde van uitgestorven zee-egels (Echinoidea) uit de infraklasse Irregularia.

## Families
- Anorthopygidae Wagner & Durham, 1966 †
- Coenholectypidae Smith & Wright, 1999 †
- Discoididae Lambert, 1900 †
- Holectypidae Lambert, 1900 †